# マレボ湖

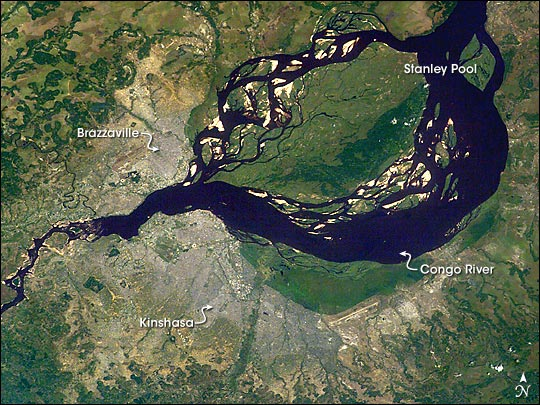
周辺の衛星写真

マレボ湖（マレボこ、フランス語:Pool Malebo、コンゴ語:Dizanga Malebo、リンガラ語:Pool Malebó）は、コンゴ川中流に位置する湖。正確には湖ではなく、コンゴ川の広がった部分である。旧名はスタンリープール（Stanley Pool）。
マレボ湖は東西35km、南北23kmにわたって広がっており、面積は500km²に及ぶ。湖の中央北寄りにはムバム島という180km²の広い中州が浮かんでいる。基本的にコンゴ共和国とコンゴ民主共和国の国境は川の中央であるが、ムバム島はコンゴ共和国領となっており、国境線はムバム島の南岸に位置している。水深は年間通じて3ｍから10ｍ程度であり、非常に浅い。
マレボ湖の北岸にはコンゴ共和国の首都ブラザヴィルがあり、南岸にはコンゴ民主共和国の首都キンシャサがある。この二都市は双子都市をなしており、世界でもっとも近接した首都となっている。両都市はマレボ湖上を頻繁に走るフェリーによって連絡されている。
マレボ湖の出口は急流となっており、これより下流はリヴィングストン滝と呼ばれる急流が300kmほど続く。一方でマレボ湖の上流は平坦な土地が続いており、大型船舶が通年航行できる。そのため、キンシャサ・ブラザヴィル両市からは上流にある中央アフリカ共和国の首都バンギや、イレボやキサンガニといった都市への船が出ている。
座標: 南緯4度16分55秒 東経15度29分19秒 / 南緯4.2819444444444度 東経15.488611111111度